# The Secret Code (film)
The Secret Code er en amerikansk stumfilm fra 1918 af Albert Parker.

## Medvirkende
- Gloria Swanson - Sally Carter Rand
- J. Barney Sherry - John Calhoun Rand
- Rhy Alexander - Lola Walling
- Leslie Stuart - Baron de Vorjeck
- Joe King - Jefferson Harrow